# DIXIS
DIXIS — российская сеть салонов сотовой связи и цифровой электроники, работавшая в период 1996—2009 гг. Штаб-квартира — в Москве.

## История
Основана в 1996 году.

### Проблемы
В ноябре 2008 года DIXIS, четвёртый по величине в России торговец сотовыми телефонами, перешел под контроль Альфа-банка за долги. Банк получил около 90 процентов акций сети, которая задолжала ему около 30 миллионов долларов. Альфа-банк также взял на себя обязательства по всем долгам. В 2009 году сеть прекратила работу.

## Собственники и руководство
Основной владелец группы — Олег Семечкин. Генеральный директор — Руслан Филатов.

## Деятельность
DIXIS являлся официальным дистрибьютором ведущих телекоммуникационных компаний: Alcatel, Hyundai, LG, Motorola, Nokia, ORA Electronics, Panasonic, Philips, Sagem, Samsung, Sharp, BenQ-Siemens и Sony Ericsson. По итогам 3 квартала 2006 в составе торговой компании DIXIS было более 1300 магазинов по всей России, собственных и франчайзинговых. Также компании принадлежал ряд сервис-центров по ремонту электроники.
Численность персонала — более 5,8 тыс. человек. Оборот компании в 2006 году составил $701,5 млн. ($383,6 млн в 2005 году). Включая франчайзинговые салоны выручка компании составила 640 млн долларов.